# 土壌圏

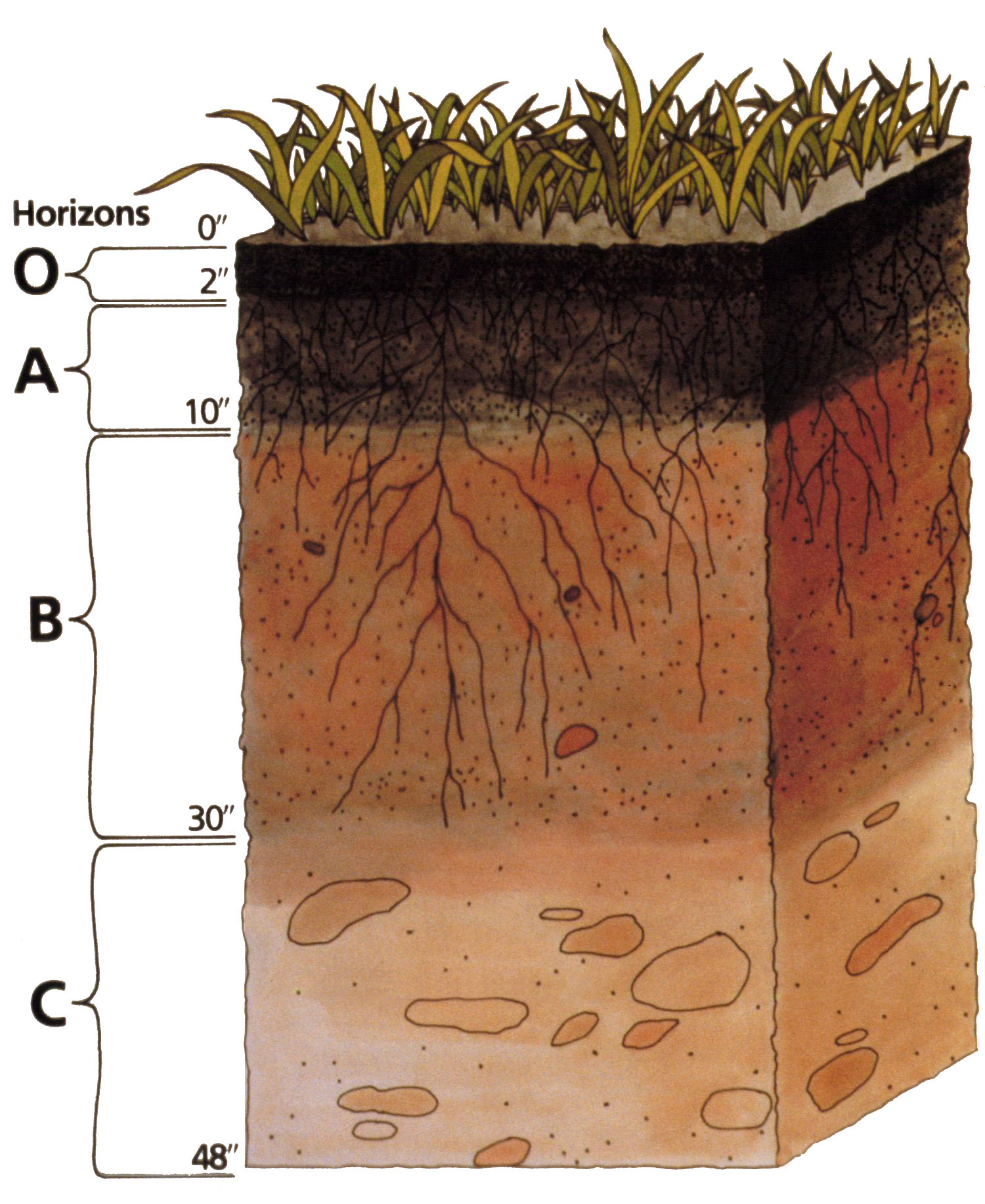
土壌層（O層、A層、B層、C層）

土壌圏（どじょうけん、英: pedosphere）は、地球の土壌の層である。

## 概要
英語のpedosphereは古代ギリシア語で「土」や「地球」を意味するπέδον（pedon）と「圏」を意味するσφαῖρα（sphaira）に由来している。土壌圏は岩石圏、水圏、大気圏、生物圏と接触し、これらの圏と動的相互作用を及ぼす。また、土壌圏は地上の生命の基盤となっている。 
土壌圏では接触するそれぞれの圏と地球の化学的・生物地球化学的な流動の媒介作用が行われており、土壌圏は鉱物、気体、液体、生物から構成されている。土壌圏は地上の植生や、帯水層、レゴリス、基盤岩と臨界域を構成し、様々な化学変化が起こる。 また地球全体のシステムとして、任意のすべての土壌の作る環境は気候的要因や地理的要因、生物的要因、人為的要因によって変化する。
土壌圏は生物圏の植生の下と水圏やリソスフェアの上に存在する。土壌生成は生態系が存在せずとも起こり得るが、生物学的化学反応により土壌生成の速度は大幅に上がる。土壌生成は化学的または物理学的な鉱物の破壊が始まり、そして岩盤上を覆う物質を作ることにより起こる。地衣類やコケ類、種子植物などの生物由来の酸は岩石の分解を早める。しかし、多くの無機反応によっても多くの物質が作られ、それらの物質が若い地層を作る。風化作用と分解作用による生成物が堆積すると、連続した地層の間では土壌断面を介して流体が広がり、固相・液相・気相間でのイオン交換を起こす。時間の経過とともに、地層の組成は土壌中で起こる化学変化に伴って変化する。